# قطعنامه ۳۸۴ شورای امنیت
قطعنامه ۳۸۴ شورای امنیت سازمان ملل متحد که در تاریخ ۲۲ دسامبر ۱۹۷۵ تصویب شد، سندی بین‌المللی دربارهٔ اوضاع در تیمور شرقی است. این قطعنامه طی نشست ۱٬۸۶۹ام با ۱۵ موافق، ۰ مخالف و ۰ ممتنع تصویب شد.